# Beati i ricchi
Pour plus de détails, voir Fiche technique et Distribution.
Beati i ricchi est une comédie sortie en 1972 réalisée par Salvatore Samperi.

## Synopsis
Deux beaux-frères, l'un contrebandier et l'autre agent de police, se retrouvent avec une importante somme d'argent, qui aurait dû illégalement aller en Suisse, parce que le porteur est tué lors d'un accrochage avec la douane. Les propriétaires de l'argent tentent de le récupérer par tous les moyens, faisant pression sur l'agent de police, faible de caractère. Le contrebandier, se sentant trompé par son beau-frère, décide de garder l'argent et de fuir en Suisse.

## Fiche technique
- Titre original italien : Beati i ricchi
- Genre : Comédie
- Réalisateur : Salvatore Samperi
- Scénario : Salvatore Samperi, Aldo Lado, Sandro Continenza
- Production : Silvio Clementelli, pour Clesi Cinematografica et Verona Produzione
- Format d'image : 1,85:1
- Photographie : Claudio Cirillo
- Montage : Franco Arcalli
- Musique : Luis Bacalov
- Décors : Luciano Spadoni
- Costumes : Mariolina Bono
- Maquillage : Alvaro Rossi
- Année de sortie : 1972
- Durée : 98 minutes
- Pays :  Italie
  - Sortie en salles en Italie : 30 août 1972
- Distribution en Italie : CIC

## Distribution
- Lino Toffolo : Geremia
- Paolo Villaggio : Augusto Molteni
- Sylva Koscina : comtesse Tanzini
- Eugene Walter : maire
- Gigi Ballista : commandeur
- Enzo Robutti : directeur de banque
- Neda Arnerić : Lucia Barti
- Olga Bisera : femme du maire
- Enrica Bonaccorti : Adele, femme de chambre
- Edda Ferronao : mère de Lucia
- Piero Vida : prêtre

## Bande-son
La chanson du titre, Beati i ricchi, composée par Luis Bacalov et Salvatore Samperi, est chantée par Ivano Fossati, à ses débuts comme soliste, avec le groupe Godfathers.